# 沧州西站
沧州西站是京沪高速铁路和在建石衡沧港城际铁路上的一座车站，位于中华人民共和国河北省沧州市沧县纪家洼村西侧，窎庄村东侧，距沧州市中心约7公里。车站设岛式站台2个、到发线4条，正线2条。

## 历史

### 始建
沧州西站始建于2009年，于2011年6月30日正式开通运营。

### 扩建改造
2025年2月23日至6月23日，沧州西站启动扩建石衡沧港城际铁路项目。扩建期间，本站第4站台封闭停止使用，同时京沪高铁上行方向部分列车增停天津南站，2025年6月23日凌晨，石衡沧港城际铁路沧州西站旅客地道接长工程完工。

## 车站结构
沧州西站1、2站台为京沪高铁下行站台，停靠开往济南、青岛及上海虹桥方向的列车；3、4站台为京沪高铁上行站台，停靠开往北京南、天津西、东北方向的列车。车站中部设京沪高铁正线两条，供不停靠本站的列车直接通过而无需降速。
车站的候车室、售票处位于本站南侧，北侧站房未使用，站前广场位于本站东侧。
站内共有两个检票口，检票口1为北京，东北方向列车，检票口2为上海，青岛方向列车。
| 1站台    | 京沪高铁 往上海虹桥站方向（德州东站） |
| 岛式站台 |                                       |
| 2站台    | 京沪高铁 往上海虹桥站方向（德州东站） |
| 通过线   | 京沪高铁 下行列车通过线               |
| 通过线   | 京沪高铁 上行列车通过线               |
| 3站台    | 京沪高铁 往北京南站方向（天津南站）   |
| 岛式站台 |                                       |
| 4站台    | 京沪高铁 往北京南站方向（天津南站）   |

## 图片
- G114次接近沧州西站
- 夜间的沧州西站站台
- G22次停靠在沧州西3站台（2018年）
- 沧州西站立在站台上的站牌
- 沧州西站站台

## 公交线路
- 16路（至铁西大街充电桩）
- 31路（至动物园）
- 219路（至汽车站）
- 333路（至公交三公司）